# Discografia di Olly Murs
La discografia di Olly Murs, cantautore britannico, è costituita da sei album in studio (con l'etichette discografiche Epic, Syco, RCA e Columbia), un album live, tre EP, ventidue singoli, 3 compilation, undici collaborazioni, un DVD, un vinile e trentotto video musicali.
Pubblica il suo primo singolo nell'agosto 2010, ottenendo immediatamente un grande successo, tanto da raggiungere la vetta della classifica di vendita del Regno Unito. Seguito dall'album di debutto del cantante, Olly Murs, uscito nel novembre dello stesso anno. Nel 2011 è uscito il suo secondo disco, In Case You Didn't Know, che ha bissato il successo del precedente. Nel 2012 è stato pubblicato il terzo album dell'artista, Right Place Right Time, i cui primi due singoli estratti, Troublemaker e Army of Two, hanno permesso all'artista di raggiungere la popolarità internazionale. Il quarto album, Never Been Better, è uscito nel 2014, mentre il quinto, 24 Hrs, è stato pubblicato nel 2016. Il 9 novembre 2018 è uscito il sesto album You Know I Know che celebra i dieci anni di carriera musicale di Murs.

## Album in studio
| Anno                                                                                           | Titolo | Classifiche | Classifiche | Classifiche | Classifiche | Classifiche | Classifiche | Classifiche | Classifiche | Classifiche | Classifiche | Vendite                      | Certificazioni                                                            |
| Anno                                                                                           | Titolo | UK          | AUS         | AUT         | CAN         | GER         | IRL         | NZL         | SWE         | SWI         | US          | Vendite                      | Certificazioni                                                            |
| ---------------------------------------------------------------------------------------------- | --- | ----------- | ----------- | ----------- | ----------- | ----------- | ----------- | ----------- | ----------- | ----------- | ----------- | ---------------------------- | ------------------------------------------------------------------------- |
| 2010                                                                                           | Olly Murs - Pubblicato: 29 novembre 2010 - Etichetta:Epic, Syco - Formati: CD, download digitale                      | 2           | —           | —           | —           | —           | 11          | —           | —           | —           | —           | - UK: 834,000                | - BPI: 2× Platino - IRMA: Oro                                             |
| 2011                                                                                           | In Case You Didn't Know - Pubblicato: 28 Novembre 2011 - Etichetta:Epic, Syco - Formati: CD, download digitale        | 1           | —           | 68          | —           | 18          | 2           | —           | 10          | 19          | —           | - UK: 1,120,000              | - BPI: 3× Platino - IRMA: 2× Platino                                      |
| 2012                                                                                           | Right Place Right Time - Pubblicato: 26 novembre 2012 Etichetta:Epic, Syco, Columbia - Formati: CD, download digitale | 1           | 20          | 5           | 17          | 22          | 3           | 27          | 14          | 6           | 19          | - UK: 1,380,000 - US: 71,000 | - BPI: 4× Platino - ARIA: Oro - IFPI AUT: Oro - BVMI: Oro - IRMA: Platino |
| 2014                                                                                           | Never Been Better - Pubblicato: 24 novembre 2014 - Etichetta:Epic, Syco - Formati: CD, download digitale              | 1           | 27          | 40          | 43          | 38          | 7           | —           | 50          | 20          | 42          | - UK: 863,000                | BPI 2× Platino                                                            |
| 2016                                                                                           | 24 Hrs - Pubblicato: 11 novembre 2016 - Etichetta:RCA, Syco - Formati: CD, download digitale                          | 1           | 42          | 72          | —           | 41          | 2           | —           | —           | 32          | —           | - UK: 500,000                | - BPI: Platino                                                            |
| 2018                                                                                           | You Know I Know - Pubblicato: 9 novembre 2018 - Etichetta:RCA, Syco - Formati: CD, vinile, download digitale          | 2           | —           | —           | —           | —           | —           | —           | —           | —           | —           | —                            | —                                                                         |
| 2022                                                                                           | Marry Me - Pubblicato: 02 dicembre 2022 - Etichetta: EMI - Formati: CD, vinile, download digitale                     | 1           | —           | —           | —           | —           | —           | 55          | —           | —           | —           | —                            | —                                                                         |
| "—" indica una pubblicazione che non si è classificata o non è stata pubblicata in quel Paese. | |             |             |             |             |             |             |             |             |             |             |                              |                                                                           |

### Album acustici
| Anno | Titolo                         |
| ---- | ------------------------------ |
| 2015 | Kiss Me (Acoustic Mix)         |
| 2015 | Stevie Knows (Acoustic Live)   |
| 2016 | 24 HRS (Acoustic)              |
| 2016 | You Don't Know Love (Acoustic) |
| 2016 | Grow Up (Acoustic)             |
| 2017 | Unpredictable (Acoustic)       |

## EP
| Titolo               | Dettagli                                                                                         |
| -------------------- | ------------------------------------------------------------------------------------------------ |
| iTunes Festival 2012 | - Pubblicato: 9 novembre 2012 - Etichetta:Epic, Syco - Formati: Download digitale                |
| Unwrapped            | - Pubblicato: 12 dicembre 2014 - Etichetta:Epic, Syco - Formati: Download digitale (Google Play) |
| 24 Hrs (Acoustic)    | - Pubblicato: 24 dicembre 2016 - Etichetta: Epic, Syco - Formati: Download digitale              |

## Remix
| Anno | Titolo                                         |
| ---- | ---------------------------------------------- |
| 2014 | Wrapped Up (Alternative Versions)              |
| 2015 | Seasons (Remix)                                |
| 2015 | Beautiful to Me (Remix)                        |
| 2015 | Kiss Me (The Alias Club Mix)                   |
| 2015 | Kiss Me (Karaoke Mix)                          |
| 2015 | Kiss Me (Aevion Tropical Mix)                  |
| 2015 | Stevie Knows (7th Heaven Remix)                |
| 2016 | You Don't Know Love (Cheat Codes Remixes)      |
| 2016 | Grow Up (Remixes)                              |
| 2016 | Years & Years (Remixes)                        |
| 2017 | Unpredictable (John Gibbons Remix)             |
| 2017 | Unpredictable (Disco Demolition Remix)         |
| 2018 | Moves feat. Snoop Dogg (Wideboys Remix)        |
| 2018 | Moves feat. Snoop Dogg (Sebastian Perez Remix) |
| 2018 | Excuses (Kia Love Remix)                       |

## Singoli

### Come artista principale
| Titolo | Anno | Classifiche | Classifiche | Classifiche | Classifiche | Classifiche | Classifiche | Classifiche | Classifiche | Classifiche | Classifiche | Certificazioni | Album                   |
| Titolo | Anno | UK          | AUS         | AUT         | CAN         | GER         | IRE         | NZL         | SWE         | SWI         | US          | Certificazioni | Album                   |
| --- | ---- | ----------- | ----------- | ----------- | ----------- | ----------- | ----------- | ----------- | ----------- | ----------- | ----------- | --- | ----------------------- |
| Please Don't Let Me Go | 2010 | 1           | —           | —           | —           | —           | 5           | —           | —           | —           | —           | - BPI: Oro | Olly Murs               |
| Thinking of Me | 2010 | 4           | —           | —           | —           | —           | 13          | —           | —           | —           | —           | - BPI: Oro | Olly Murs               |
| Heart on My Sleeve | 2011 | 20          | —           | —           | —           | —           | —           | —           | —           | —           | —           | — | Olly Murs               |
| Busy | 2011 | 45          | —           | —           | —           | —           | —           | —           | —           | —           | —           | — | Olly Murs               |
| Heart Skips a Beat (featuring Rizzle Kicks)* | 2011 | 1           | 85          | 6           | 91          | 1           | 6           | —           | 60          | 1           | 96          | - BPI: Platino - IFPI AUT: Oro - BVMI: 3× Oro - IFPI SWI: 2× Platino                                                                              | In Case You Didn't Know |
| Dance with Me Tonight | 2011 | 1           | 62          | 65          | —           | —           | 2           | —           | —           | —           | —           | - BPI: Platino | In Case You Didn't Know |
| Oh My Goodness | 2012 | 13          | —           | 27          | —           | 24          | 13          | —           | —           | —           | —           | — | In Case You Didn't Know |
| Troublemaker (featuring Flo Rida) | 2012 | 1           | 4           | 3           | 15          | 2           | 2           | 5           | 31          | 8           | 25          | - BPI: Platino - ARIA: 3× Platino - IFPI AUT:Oro - MC: 2× Platino - BVMI: Oro - RMNZ: Platino - IFPI SWE: Platino - IFPI SWI: Oro - RIAA: Platino | Right Place Right Time  |
| Army of Two | 2013 | 12          | 19          | 27          | —           | 96          | 18          | 13          | —           | —           | —           | - BPI: Argento - ARIA: Platino | Right Place Right Time  |
| Dear Darlin | 2013 | 5           | 4           | 1           | —           | 2           | 8           | 29          | 38          | 5           | —           | - BPI: Platino - ARIA: 2× Platino - IFPI AUT: Oro - BVMI: Platino - IFPI SWI: Oro                                                                 | Right Place Right Time  |
| Right Place Right Time | 2013 | 27          | 88          | 65          | —           | 53          | 74          | —           | —           | —           | —           | — | Right Place Right Time  |
| Hand on Heart | 2013 | 25          | 73          | —           | —           | —           | 50          | —           | —           | —           | —           | — | Right Place Right Time  |
| Wrapped Up (featuring Travie McCoy) | 2014 | 3           | 15          | 21          | —           | 11          | 7           | —           | 21          | 18          | —           | - BPI: Platino - ARIA: Oro - IFPI SWE: Platino | Never Been Better       |
| Up (featuring Demi Lovato) | 2014 | 4           | 14          | 6           | —           | 17          | 3           | 9           | —           | 28          | —           | - BPI: Platino - ARIA: 2× Platino - RMNZ: Platino                                                                                                 | Never Been Better       |
| Seasons | 2015 | 34          | —           | —           | —           | —           | 58          | —           | —           | —           | —           | — | Never Been Better       |
| Beautiful to Me | 2015 | 93          | —           | —           | —           | —           | —           | —           | —           | —           | —           | — | Never Been Better       |
| Kiss Me | 2015 | 11          | —           | —           | —           | —           | 48          | —           | —           | —           | —           | - BPI: Oro | Never Been Better       |
| Stevie Know | 2015 | —           | —           | —           | —           | —           | —           | —           | —           | —           | —           | — | Never Been Better       |
| You Don't Know Love | 2016 | 15          | 77          | 57          | —           | 76          | 54          | —           | 40          | 90          | —           | - BPI: Oro | 24 Hrs                  |
| Grow Up | 2016 | 25          | —           | —           | —           | 94          | 48          | —           | —           | —           | —           | - BPI: Argento | 24 Hrs                  |
| Years & Years | 2016 | 83          | —           | —           | —           | —           | —           | —           | —           | —           | —           | — | 24 Hrs                  |
| Unpredictable (featuring Louisa Johnson) | 2017 | 32          | —           | —           | —           | —           | 65          | —           | —           | —           | —           | - BPI: Argento | 24 Hrs                  |
| Moves (featuring Snoop Dogg) | 2018 | 53          | —           | —           | —           | —           | —           | —           | —           | —           | —           | — | You Know I Know         |
| Excuses | 2018 | —           | —           | —           | —           | —           | —           | —           | —           | —           | —           | — | You Know I Know         |
| Feel the Same | 2018 | —           | —           | —           | —           | —           | —           | —           | —           | —           | —           | — | You Know I Know         |
| Die Of A Broken Heart | 2022 |             |             |             |             |             |             |             |             |             |             | | Marry Me                |
| "—" indica una pubblicazione che non si è classificata o non è stata pubblicata in quel Paese. *solo nella versione USA dell'album In Case You Didn't Know il featuring è con il gruppo Chiddy Band |      |             |             |             |             |             |             |             |             |             |             | |                         |

#### Come collaborazione in singoli di altri cantanti
| UK                                                                                             | AUS  | IRE | NZ |    |    |            |                         |
| You Are Not Alone (insieme ai finalisti di The X Factor UK(stagione 6)                         | 2009 | 1   | —  | 1  | —  | - BPI: Oro | Pubblicato come singolo |
| Inner Ninja (Classified featuring Olly Murs)                                                   | 2013 | —   | 60 | 37 | 33 | —          | Classified              |
| Do They Know It's Christmas? (featuring Band Aid 30)                                           | 2014 | 1   | 3  | 1  | 2  | - BPI: Oro | Pubblicato come singolo |
| More Mess (Kungs featuring Olly Murs e Coely)                                                  | 2017 | —   | —  | —  | —  | —          | Pubblicato come singolo |
| "—" indica una pubblicazione che non si è classificata o non è stata pubblicata in quel Paese. |      |     |    |    |    |            |                         |

##### Singoli promozionali
| Titolo      | Anno | Album  |
| ----------- | ---- | ------ |
| Back Around | 2016 | 24 Hrs |

## Altri brani in classifica
| Titolo                                                                                         | Anno | Classifica | Classifica | Classifica | Classifica | Album                            |
| Titolo                                                                                         | Anno | UK         | AUT        | GER        | IRE        | Album                            |
| ---------------------------------------------------------------------------------------------- | ---- | ---------- | ---------- | ---------- | ---------- | -------------------------------- |
| This One's for the Girls                                                                       | 2010 | 69         | —          | —          | —          | Lato-B di Please Don't Let Me Go |
| I Need You Now                                                                                 | 2011 | 199        | —          | —          | —          | In Case You Didn't Know          |
| I Wan'na Be like You (Robbie Williams featuring Olly Murs)                                     | 2013 | 78         | 55         | 85         | 64         | Swings Both Ways                 |
| I Wish It Could Be Christmas Everyday                                                          | 2013 | 172        | —          | —          | —          | Right Place Right Time           |
| Never Been Better                                                                              | 2014 | 80         | —          | —          | —          | Never Been Better                |
| Tomorrow                                                                                       | 2014 | 171        | —          | —          | —          | Never Been Better                |
| "—" indica una pubblicazione che non si è classificata o non è stata pubblicata in quel Paese. |      |            |            |            |            |                                  |

## Partecipazioni a brani di altri Cantanti
| Titolo                                 | Anno | Altri artisti | Album                          |
| -------------------------------------- | ---- | --- | ------------------------------ |
| Without You                            | 2012 | N.D | BBC Radio 1's Live Lounge 2012 |
| Not That Polite                        | 2012 | Chris Moyles | The Difficult Second Album     |
| Charity Song                           | 2012 | Chris Moyles, Davina McColl, Pixie Lott, Gary Barlow, Ed Sheeran, Danny O'Donoghue, Robbie Williams, James Corden, Ricky Wilson | The Difficult Second Album     |
| Don't You Worry Child                  | 2013 | N.D | BBC Radio 1's Live Lounge 2013 |
| Did I Lose You                         | 2013 | Giorgia | Senza Paura                    |
| Can't Stop the Feeling!/Rock Your Body | 2016 | N.D | BBC Radio 1's Live Lounge 2016 |

## Video Musicale
| Titolo                                                          | Anno | Direttore(i)                       |
| --------------------------------------------------------------- | ---- | ---------------------------------- |
| You Are Not Alone (con i finalisti di The X Factor UK del 2009) | 2009 |                                    |
| Please Don't Let Me Go                                          | 2010 | Diamond Dogs                       |
| Thinking of Me                                                  | 2010 | Dave Mould                         |
| Heart on My Sleeve                                              | 2011 | Sean De Sparengo                   |
| Busy                                                            | 2011 | Corin Hardy                        |
| Heart Skips a Beat (featuring Rizzle Kicks)                     | 2011 | Corin Hardy                        |
| Dance with Me Tonight                                           | 2011 | Marcus Lundin                      |
| Oh My Goodness                                                  | 2012 | Marcus Lundin                      |
| Heart Skips a Beat (Versione US) (featuring Chiddy Bang)        | 2012 | Declan Whitebloom                  |
| Troublemaker (featuring Flo Rida)                               | 2012 | Michael Baldwin                    |
| Army of Two                                                     | 2013 | Vaughan Arnell                     |
| Dear Darlin                                                     | 2013 | Carly Cussen                       |
| Right Place Right Time                                          | 2013 | - Dominic O'Riordan - Warren Smith |
| Inner Ninja                                                     | 2013 |                                    |
| Hand on Heart                                                   | 2013 | Vaughan Arnell                     |
| Wrapped Up (featuring Travie McCoy)                             | 2014 | Jonathan Lia                       |
| Up (featuring Demi Lovato)                                      | 2014 | Ben e Gabe Turner                  |
| Do They Know It's Christmas? (con i Band Aid 30)                | 2014 |                                    |
| Look at the Sky                                                 | 2015 | Yuichiro Sato                      |
| Seasons                                                         | 2015 | Ben Turner                         |
| Beautiful to Me                                                 | 2015 | Martyn Thomas                      |
| Kiss Me                                                         | 2015 | Gabe Turner                        |
| Stevie Knows                                                    | 2015 | Frank Borin                        |
| You Don't Know Love                                             | 2016 | Charles Mehling                    |
| Grow Up                                                         | 2016 | Jim Canty                          |
| Years & Years                                                   | 2016 | Charles Mehling                    |
| Unpredictable (featuring Louisa Johnson)                        | 2017 | Marc Klasfeld                      |
| Moves (featuring Snoop Dogg)                                    | 2018 |                                    |
| Excuses                                                         | 2018 |                                    |